# Greck von Kochendorf

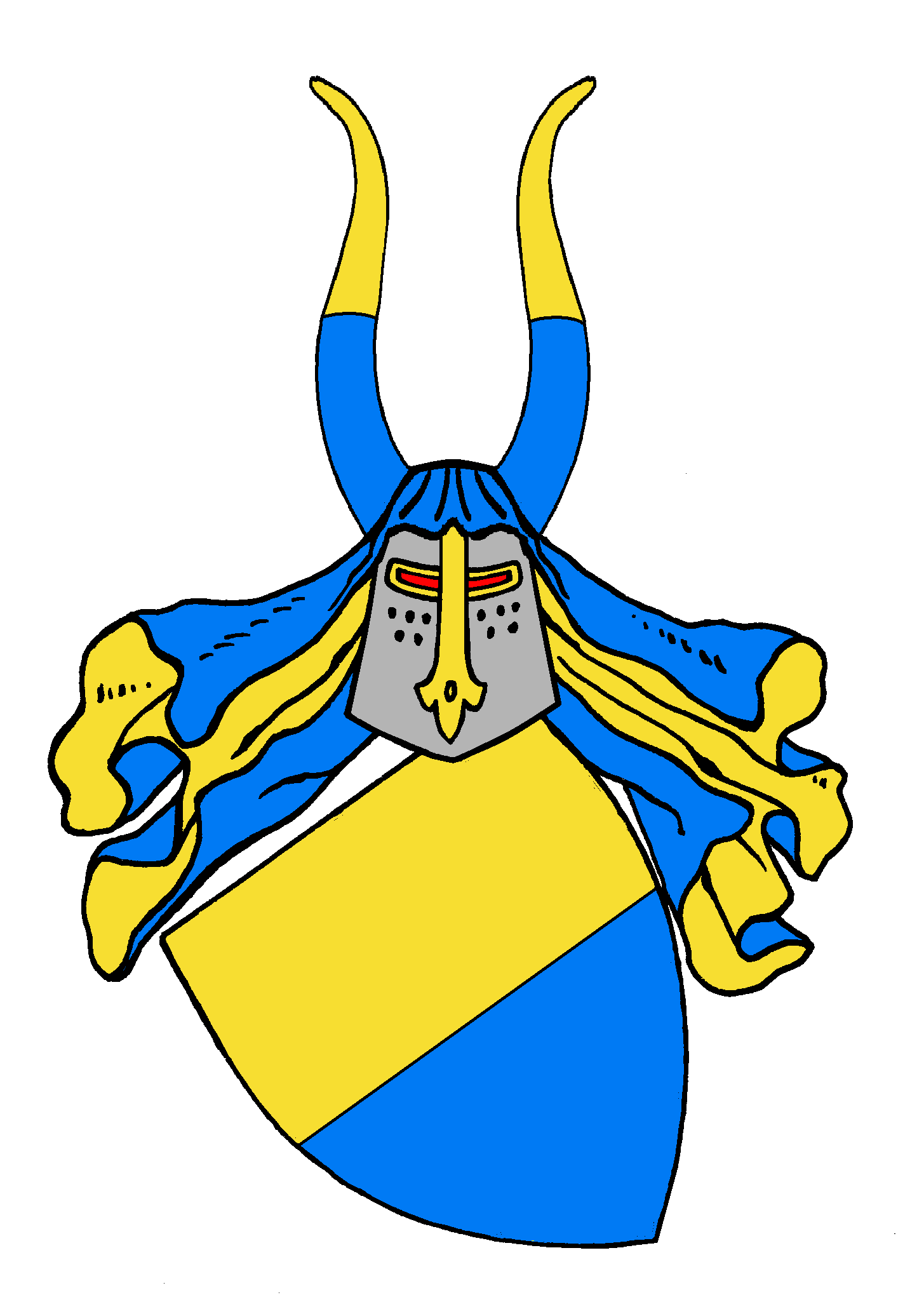
Stammwappen der Greck von Kochendorf

Die Herren Greck von Kochendorf waren ein aus der Ministerialität stammendes niederes Adelsgeschlecht in Kochendorf, einem Stadtteil von Bad Friedrichshall im Landkreis Heilbronn im nördlichen Baden-Württemberg. Die Familie ist seit dem späten 13. Jahrhundert nachgewiesen, erhielt sukzessive den gesamten Besitz an Kochendorf und hatte dort mit der Verleihung der Blutgerechtigkeit an Wolf Conrad Greck I. im Jahr 1559 die volle Souveränität als Grundherren. Im 17. und 18. Jahrhundert geriet die Familie in wirtschaftliche Nöte, aufgrund derer der gesamte Besitz der im Mannesstamm bereits 1749 erloschenen Familie bis 1762 verkauft wurde. Mit dem Tod der letzten Erbtochter erlosch die Familie vollends im Jahr 1786.

## Ursprünge

### Erstnennung und Abstammung
Die Grecken waren neben den ursprünglichen und älteren Edelherren von Kochendorf die zweite Adelsfamilie in Kochendorf. Über ihre Abstammung und die Herkunft ihres Namens ist nur wenig bekannt. Erstmals genannt wird 1295 ein Wolframus Grecco im Rentenverzeichnis des Stifts Wimpfen, 1308 derselbe als Bürge eines Verkaufs von Höfen und Zehntrechten des Erkenger von Magenheim an das Kloster Adelberg.

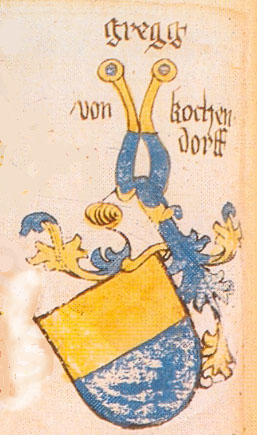
Wappen der Greck von Kochendorf aus dem Ingeram-Codex von 1459

Eine Ulmer Chronik des Dominikaners Felix Fabri von 1488 deutet den Namen als Graeci (Griechen) und stellt die Kochendorfer Familie als Zweig einer ebenfalls Greck genannten Ulmer Familie mit griechischen Wurzeln dar. Während es für die griechische Herkunft keinerlei Belege gibt, weiß man viel über die Ulmer Familie Greck, die mit einem Hainricus Grecus 1237 erstmals erwähnt wird, in Ulm und in weiteren Orten reich begütert war und den Greckenaltar im Ulmer Münster gestiftet hat. Fabri berichtet von einem 1458 geschlossenen Vertrag, in dem die Ulmer Greck und die Greck von Kochendorf ihre gemeinsame Abstammung bekundet hätten. In den Archivalien der Greck von Kochendorf hat sich nichts über die vermeintlichen Ulmer Verwandten erhalten, auch nichts über eventuelle Erbschaften nach dem Aussterben der Ulmer Greck im Jahr 1611. Gleichwohl haben die Ulmer Greck, die zunächst ein anderes Wappen führten, seit der Zeit des von Faber bekundeten Vertrags das Wappen der Kochendorfer Greck geführt. Möglicherweise hatten sich die Ulmer Greck durch den Vertrag mit den Kochendorfer Reichsrittern einen Aufstieg in das Ulmer Patriziat erhofft.

### Beziehung zu den Herren von Kochendorf und Aufstieg
Verschiedene Forscher sehen in den Greck von Kochendorf Angehörige der Sippe der älteren Herren von Kochendorf, die als staufische Ministeriale schon mit dem Ende der Staufer an Bedeutung und Besitz verloren, bevor sie um 1450 ausgestorben sind. Unter den verschiedenen anderen Adelsfamilien, die bereits ab dem 13. Jahrhundert ihren Besitz in Kochendorf auf Kosten der Herren von Kochendorf ausbauen konnten, haben die Greck schließlich die Oberhand gewonnen.
Der frühe Besitz der Greck in Kochendorf könnte vom Stift Wimpfen oder vom Wimpfener Dominikanerkloster herrühren, da die Greck eine alte und lange andauernde Verbindung zu beiden Wimpfener Klöstern hatten. Bereits aus dem späten 13. Jahrhundert ist die Schenkung von Wiesen und Äckern bei Kochendorf von Kraft Greck an das Stift Wimpfen bezeugt, außerdem besaßen die Greck in der Wimpfener Klostergasse ein Stadthaus, während das Stift Höfe, Güter, Teile des Zehnts und das Kirchenpatronat in Kochendorf besaß. Es besteht die Vermutung, dass die frühen Greck Verwalter von Kochendorfer Gütern des Stifts waren und deswegen dort allmählich zu eigenem Besitz gelangten.
1315 wird ein Siegfried Greck von Kochendorf erstmals urkundlich erwähnt, dessen Wappen in einer Urkunde von 1316 auch die älteste bekannte Darstellung des Greckenwappens mit dem von Gold und Blau geteilten Schild ist. Bei ihm ist erstmals der Ortsname fester Bestandteil der Familienbezeichnung.

## Geschichte

### Erweiterung der Besitztümer

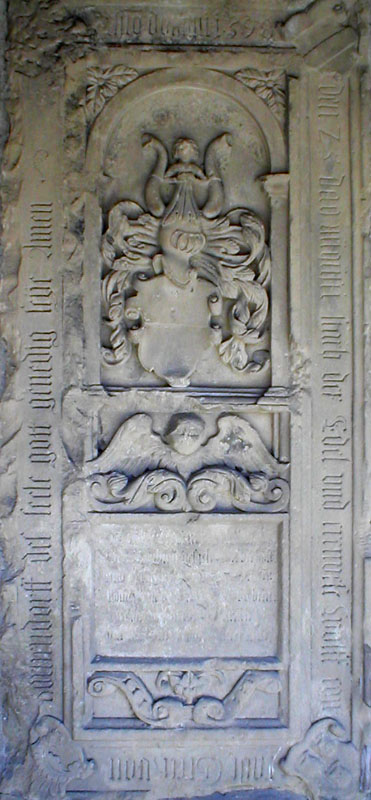
Grabstein des Wolf Conrad Greck I. an der Sebastianskirche in Kochendorf

Siegfried Greck stand in Diensten der Herren von Weinsberg. Er und andere frühe Vertreter der Familie erhielten zunächst kleinere Lehen im Neckarraum. Kunz Greck, Kraft Greck und Goltstein Greck, die Söhne des Stammvaters Siegfried, erhielten wohl 1344 ein Lehen in Heinsheim. Während Kunz vermutlich früh starb, erhielten die beiden noch lebenden Brüder 1368 einen Teil der Feste Heuchlingen aus dem Besitz der Familie der Mutter, einer geborenen von Goltstein. Krafts ältester Sohn Hans wurde vermutlich Kleriker. Der jüngere Sohn Götz Greck († um 1390) erbte das Lehen Heinsheim und erhielt außerdem einen weiteren Teil an Heuchlingen sowie ein Lehen des Bistums Worms in Kochendorf. Götz’ Sohn Hans Greck († um 1393/94) hat den Vater wohl nur wenige Jahre überlebt. Das Heinsheimer Lehen kam an seinen Sohn Konrad Greck. Dessen Sohn Siegfried Greck († um 1419) stand wie sein gleichnamiger Vorfahr in weinsbergischen Diensten und wurde als Vertrauter des Reichserbkämmerers Konrads IX. von Weinsberg mit kaiserlichen Privilegien zur Eintreibung der Judensteuer versehen.
Nach dem Aussterben derer von Kochendorf erhielt Kraft Greck († um 1480) im Jahr 1440 von Konrad von Heinriet vermutlich als erster Greck das Burglehen über die dortige Wasserburg, das mit dem Aussterben derer von Heinriet 1462 zum Reichslehen wurde. Nachdem 1480 noch ein zweites Wormser Lehen in Kochendorf hinzugekommen war, erwarb Wolf Greck († 1534) im Jahr 1527 zwei Drittel des Marktfleckens Kochendorf von den Geschwistern Christoph, Wolf und Veit Fuchs. Im Jahr 1532 gelangte er durch eine zweite Heirat mit Dorothea von Venningen († 1540) auch in den Besitz des restlichen Drittels mit dem oberen Herrenhof und war alleiniger Ortsherr von Kochendorf.

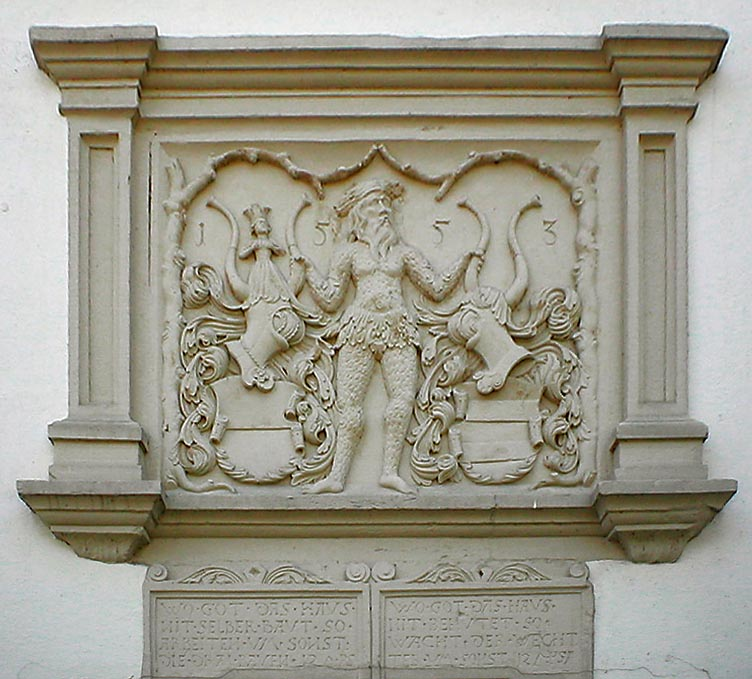
Wappen von Wolf Conrad Greck I. und Sibylla von Gemmingen von 1553 am Schloss Lehen

Wolfs Sohn Wolf Conrad Greck I. (* um 1530; † 1598) war beim Tod seines Vaters noch im Kindesalter und unterstand u. a. der Vormundschaft des Eberhard von Gemmingen-Bürg, einem Verwandten seiner späteren Frau Sybilla von Gemmingen-Gemmingen († 1567), deren Familie bereits 1525 der lutherischen Lehre nahestand. Über seine schulische Erziehung in Gemmingen als Mitschüler David Chyträus’ kam Wolf Conrad Greck I. in Berührung mit der Reformation, die er 1549 in Kochendorf durchführte. Im selben Jahr kam er in den Besitz des oberen Herrenhofes, der bei der Erbteilung des Vaters zunächst seiner Stiefschwester zugefallen war. 1553 wurde unter Wolf Conrad Greck I. an der Stelle der (eventuell im Bauernkrieg verwüsteten) Kochendorfer Wasserburg das heutige Schloss Lehen als Renaissanceschloss erbaut. 1559 erhielt Wolf Conrad Greck I. außerdem die Blutgerechtigkeit über Kochendorf.

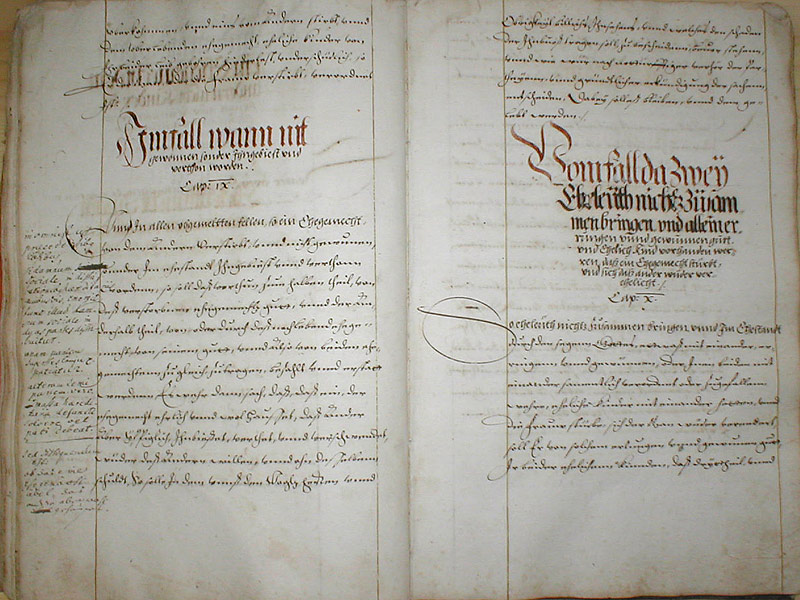
Kochendorfer Dorfordnung von 1597

Die Ortsherrschaft kam noch zu Lebzeiten Wolf Conrad Grecks I. an dessen Söhne Johann Philipp, Wolf Conrad II. und Walther, die 1597 die Dorfordnung für Kochendorf erneuerten. Die drei Söhne teilten auch das väterliche Erbe, indem der älteste Sohn Johann Philipp das Drittel mit Reichslehen und Schloss Lehen erhielt. Wolf Conrad Greck II. errichtete um 1600 auf dem Lindenberg das so genannte Greckenschloss. 1606 verkaufte Johann Philipp sein Drittel von Kochendorf an Herzog Friedrich I. von Württemberg, der dort einen Neckarhafen errichten wollte. Nach dem plötzlichen Tod des Herzogs im Januar 1608 wurden von dessen Nachfolger Johann Friedrich jedoch die Pläne verworfen und der Besitz in Kochendorf kam noch im selben Jahr durch Rückkauf an Wolf Conrad Greck II. (1561–1614), da sich der ältere Bruder Johann Philipp (um 1557–1620) inzwischen nach Pforzheim orientiert hatte, wo er den Hirsauer Hof besaß. Der jüngste der Brüder, Walther Greck (1577–1634) bewohnte den dritten Herrensitz in Kochendorf, das gegenüber von Schloss Lehen liegende Unterschloss.

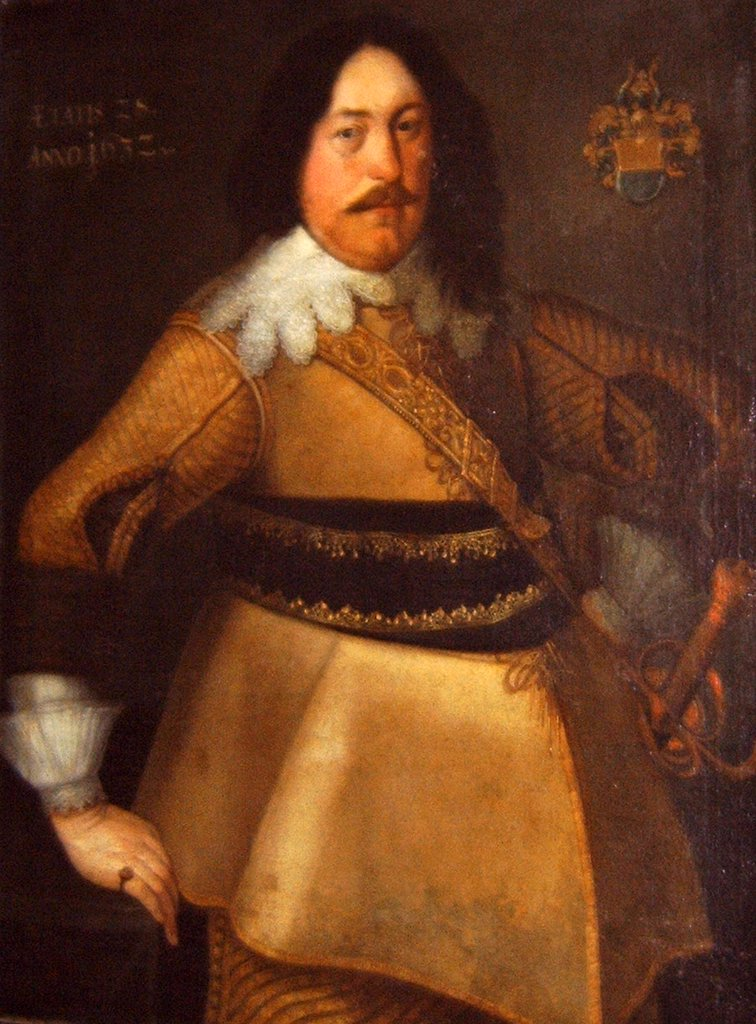
Wolf Conrad Greck III. von Kochendorf als schwedischer Rittmeister 1632

Über die Ehe des Wolf Conrad Greck III. (1604–1648) mit Benedicta von Gemmingen-Michelfeld kam die Familie in den Besitz weiterer Güter der mit Benedictas Bruder Weirich von Gemmingen-Michelfeld 1613 erloschenen Linie der Herren von Gemmingen, darunter die Hälfte von Ittlingen. Die Grecken hatten auch in Höchstberg und in einigen anderen Orten der Umgebung Besitztümer. Damit wurde unter Wolf Conrad Greck III. im frühen 17. Jahrhundert der Höhepunkt von Macht und Besitz der Grecken erreicht, doch war auch schon der Dreißigjährige Krieg ausgebrochen, der letztlich zu ihrem Niedergang führte.
Wolf Conrad III. trat als Protestant 1630 in schwedische Dienste, um gegen die katholische kaiserliche Seite zu kämpfen. Nach der Niederlage der Schweden in der Schlacht bei Nördlingen floh er nach Speyer, kam dort jedoch in kaiserliche Gefangenschaft und nur gegen Zusage von Ranzion (Lösegeld) frei. Doch schon bei der Eintreibung der geforderten Summe im Jahr 1635 war Wolf Conrad III. zahlungsunfähig. Er hielt sich damals auch in Heilbronn auf, da seine Güter in Kochendorf im Zuge des andauernden Krieges zerstört worden waren. Der Krieg hatte auch nahezu die ganze Familie ausgelöscht. 1657 war Wolf Conrads jüngerer Sohn, der knapp 10-jährige Johann Georg Greck (1647–1713), der einzige lebende männliche Namensträger. Dieser hatte große finanzielle Schwierigkeiten, da es die im Krieg zerstörten Kochendörfer Güter wiederaufzubauen galt, seine Mutter ihm neben Gütern auch Schulden hinterlassen hatte und er in kostspielige und teils schon über Generationen sich hinziehende Rechtsstreite verwickelt war.
Johann Georg Greck bot zunächst dem Ritterkanton Odenwald ein Drittel des Kochendorfer Besitzes, das nach dem Bruder des Großvaters genannte Walthersche Drittel, als Pfand an. Da sich keine Interessenten fanden, kam das Walthersche Drittel mit dem Unterschloss 1672 an den Freiherrn Johann Daniel Rollin von Saint-André († 1689). Dessen Sohn Friedrich Magnus von Saint-André (1674–1731) erbaute 1710 anstelle des Unterschlosses das so genannte St. Andrésche Schlösschen. Anfang Juni 1762 kam der Besitz von seinen Söhnen an den Ritterkanton Odenwald.
Der bei den Grecken verbliebene Anteil von zwei Dritteln an Kochendorf wurde nach dem Tode Johann Georgs 1713 unter dessen Söhnen Johann Wolf (1671–1734) und Wolf Conrad V. (1672–1749) jeweils hälftig aufgeteilt. Der ältere Bruder Johann Wolf hatte einen Sohn Johann Philipp Adam Greck (1699–1735), der jedoch bereits ein Jahr nach dem Vater starb, worauf der markgräflich ansbachische Obrist Wolf Conrad V. Greck der letzte Ortsherr und Stammhalter war. Er war hoch verschuldet, hatte bereits Arrest und Verbannung in der Festung Raab und einen Konkurs 1724 hinter sich und stand trotz seiner Heirat 1732 mit der begüterten und wesentlich jüngeren Isabella Elisabeth Teuffel von Birkensee (1709–1781) bis zu seinem Tod unter Zwangsverwaltung. Mit dem Tode von Wolf Conrad Greck V. im Jahre 1749 erlosch die Familie im Mannesstamm. Ihr Reichslehen wurde eingezogen und an die Herren von Gemmingen-Hornberg vergeben. Ihr Allodialbesitz dagegen ging, nach jahrelangen Streitereien und Prozessen, an die einzige Tochter Juliana Isabella Charlotte Greck (1740–1786), die den Kochendorfer Besitz Ende Juni 1762 für 100.000 Gulden an den Ritterkanton Odenwald verkaufte, der drei Wochen zuvor schon den Saint-André’schen Anteil des Ortes erworben hatte und damit bis auf das kaiserliche Schlosslehen den gesamten Ort besaß.

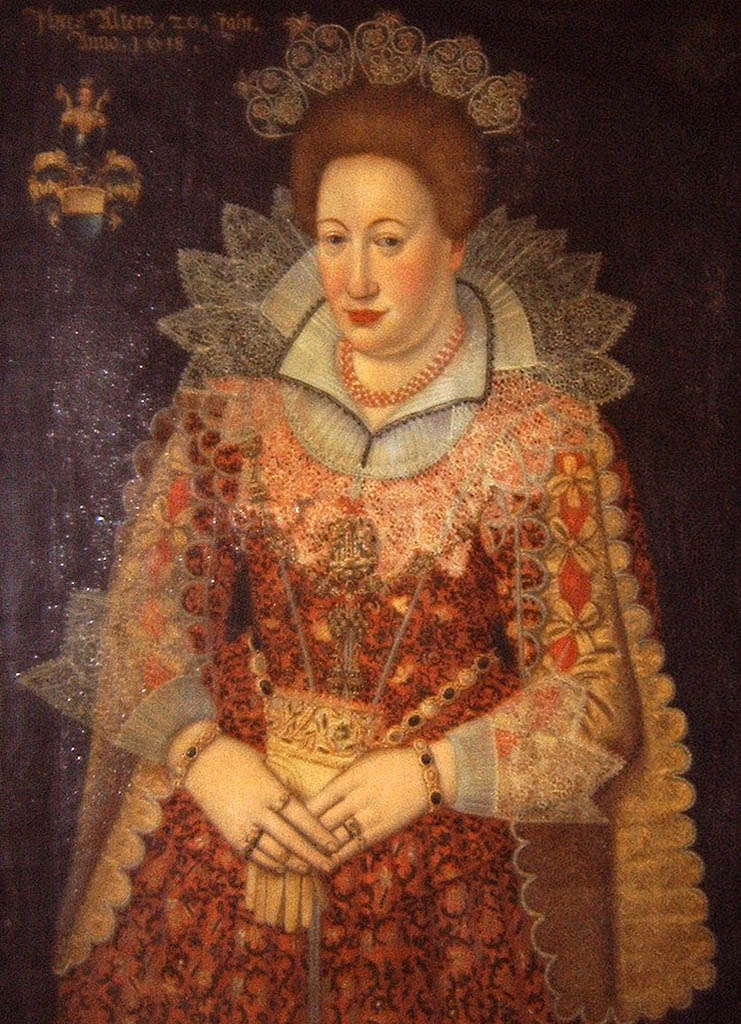
Anna Maria von Helmstatt geb. Greck von Kochendorf (1599–1627), Gemälde 1618.
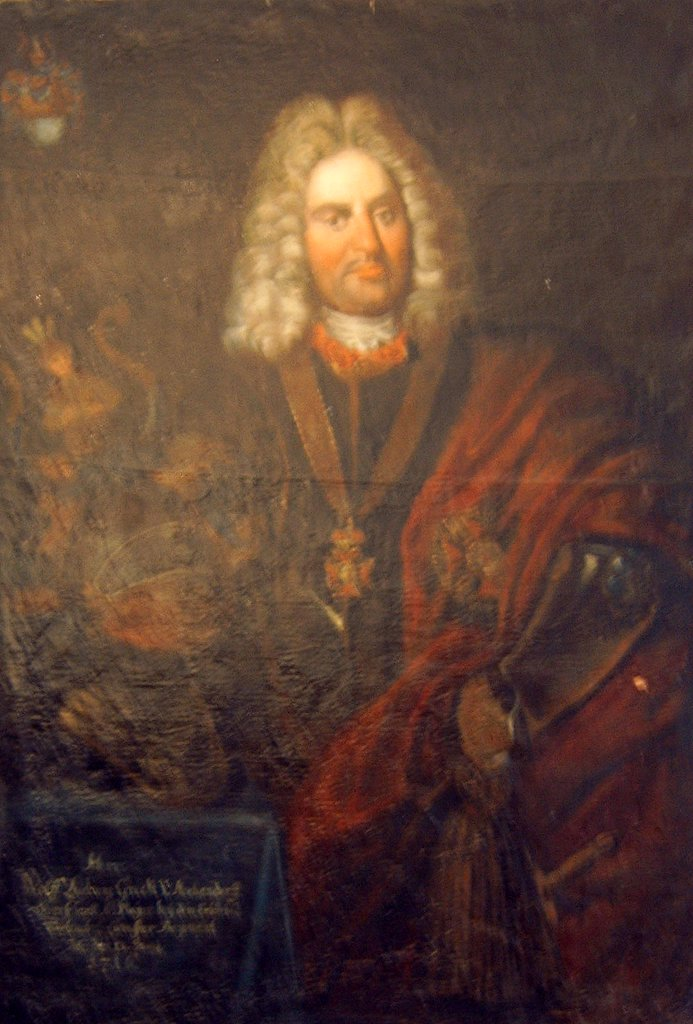
Wolff Ludwig Greck von Kochendorf. Gemälde 1716.

## Zeugnisse
Nach den Grecken sind mehrere Straßen benannt: die Greckengasse und der Greckenhof in Neckarsulm sowie die Greckenstraße in Bad Friedrichshall, wo es auch eine Gaststätte mit dem Namen Grecken gibt. Bei der Kochendorfer Sebastianskirche sind mehrere historische Grabplatten der Grecken erhalten. Einige kunstvolle Grecken-Grabdenkmäler aus dem Inneren der Kirche wurden jedoch im Zweiten Weltkrieg zerstört. Auch der Greckenhof und Am Greckenhof in Ravensburg wurden nach den Grecken benannt.

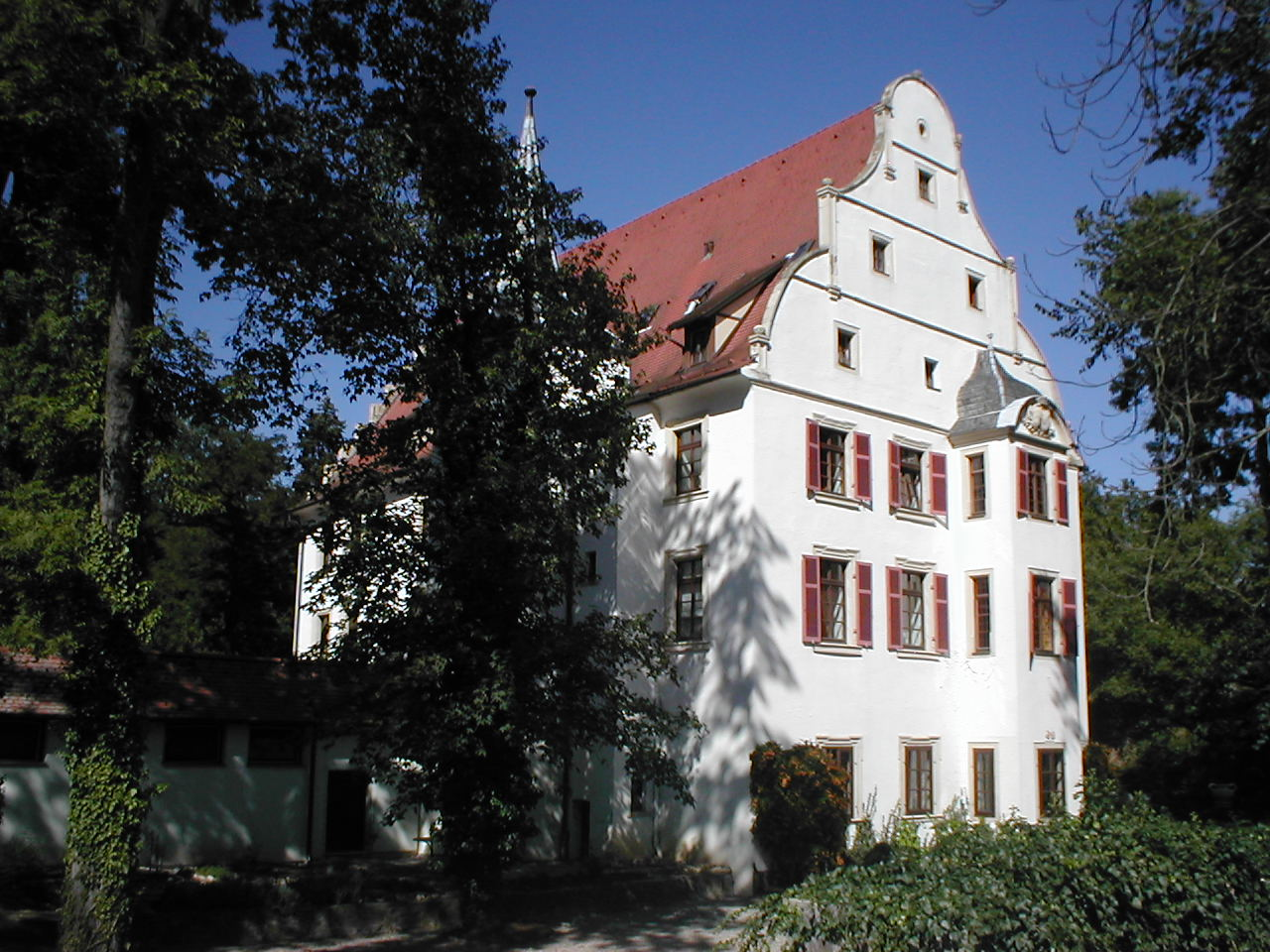
Schloss Lehen, erbaut 1553 durch Wolf Conrad Greck I.
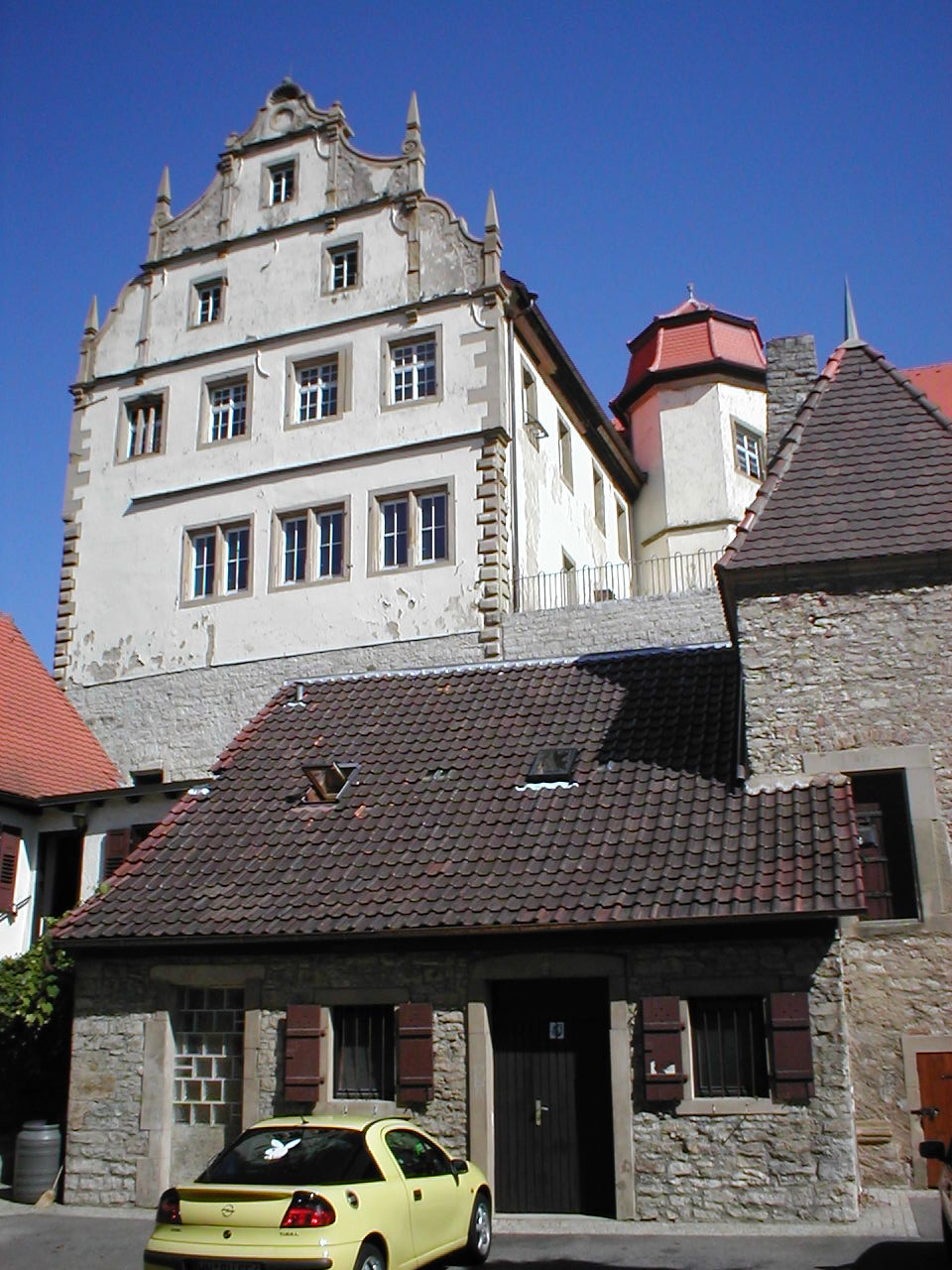
Greckenschloss, erbaut um 1600 durch Wolf Conrad Greck II.
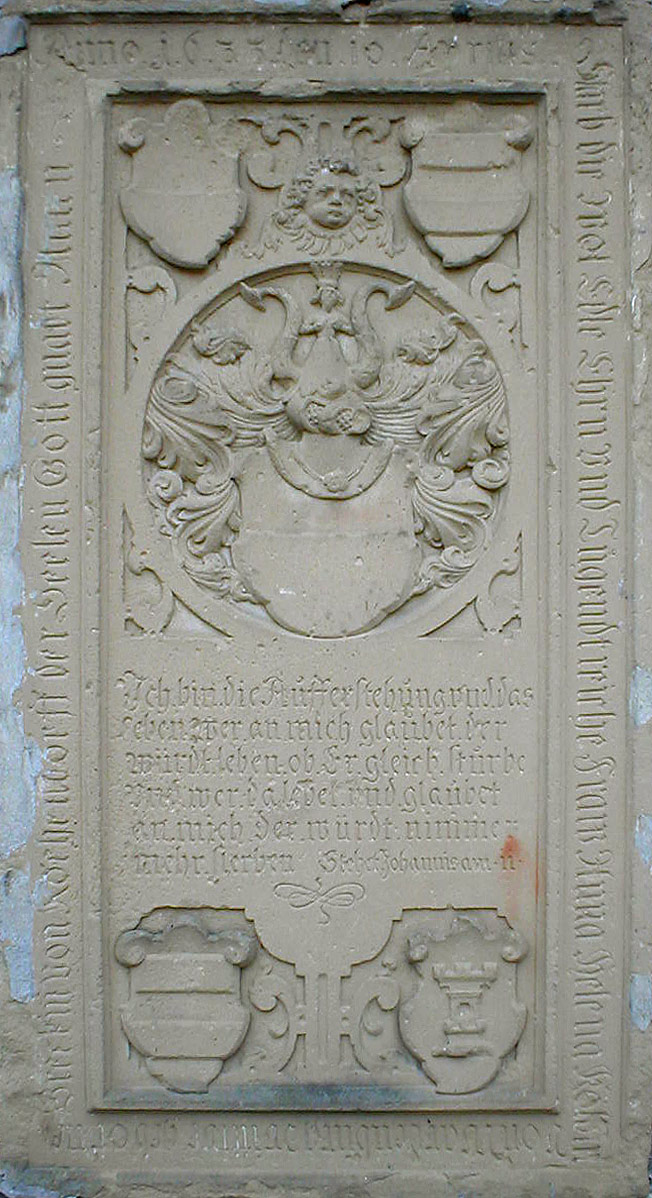
Grecken-Grabplatte 1633 an der Sebastianskirche